# Мелау
Мелау (њем. Möhlau) општина је у њемачкој савезној држави Саксонија-Анхалт. Једно је од 39 општинских средишта округа Витенберг. Према процјени из 2010. у општини је живјело 2.004 становника. Посједује регионалну шифру (AGS) 15091220.

## Географски и демографски подаци
Мелау се налази у савезној држави Саксонија-Анхалт у округу Витенберг. Општина се налази на надморској висини од 83 метра. Површина општине износи 24,8 km². У самом мјесту је, према процјени из 2010. године, живјело 2.004 становника. Просјечна густина становништва износи 81 становника/km².